# Nebelwarnanlage
Eine Nebelwarnanlage (kurz NWA) ist eine technische Einrichtung an der Straße, die dazu dient, die Verkehrsteilnehmer automatisch vor plötzlich auftretendem Nebel oder ähnlichen Sichtbehinderungen rechtzeitig zu warnen. Besonders im Bereich von Autobahnen ist die Gefährdung durch rasch aufziehende Nebelschwaden in Verbindung mit hoher Fahrgeschwindigkeit besonders groß. Nicht selten kommt es deshalb zu folgenschweren Unfällen.

## Entwicklung und Anwendung
Die Idee, den Verkehr vor Sichtbehinderungen zu warnen, besteht seit langem. Auf vielen Strecken Europas kommen seit vielen Jahren Warneinrichtungen zum Einsatz, um die Gefahren zu reduzieren. Bisher mussten gefährdete Strecken von Mitarbeitern der Autobahnmeisterei laufend überwacht werden, um den Bedarf für eine Warnung zu erkennen. Dazu war eine Videoüberwachung oder eine Überwachung vor Ort notwendig.
Nebelwarnanlagen mit einfacherer Technik sind seit den 1990er Jahren im Einsatz. So ist beispielsweise eine Anlage an der A 8 zwischen der Anschlussstelle Hohenstadt und dem Autobahnkreuz Ulm/Elchingen seit 1993 in Betrieb.
Um die Zuverlässigkeit und die Schnelligkeit der Nebelwarnung zu verbessern, lief 2003 in Österreich auf der West Autobahn A1 ein Versuchsprojekt, bei dem auf dem zehn Kilometer langen Abschnitt im oberösterreichischen Seengebiet der Einsatz einer vollautomatischen Warnanlage getestet wurde. Die Anlage wurde von der Firma Siemens errichtet und warnt vor Sichtbehinderungen durch Nebel und starken Schneefall. Der Regelbetrieb läuft seit 2004. Anlass für die österreichische ASFINAG-Autobahnverwaltung zum Errichten der Anlage war ein schwerer Unfall auf der A 1 Westautobahn am 30. September 2003, bei dem 8 Personen ums Leben kamen.
Mittlerweile verfügen viele Verkehrsbeeinflussungsanlagen (VBA) über eine Umfelddatensensorik, welche sowohl die Sichtweite, als auch andere Umfelddaten erfasst und auswertet. Somit ist es möglich, den Autofahrer auf potentielle Gefahren (Nebel, Schnee, Regen etc.) mit Hilfe von Wechselverkehrszeichen hinzuweisen und ihn entsprechend zu warnen.

## Funktionsweise
Zentrales Element einer Nebelwarnanlage sind die Sichtweitensensoren. Sichtweitensensoren funktionieren nach verschiedenen Methoden. Üblicherweise wird der Reflexionswert eines Messstrahls (meistens Infrarotlicht) an Wassermolekülen (Nebeltröpfchen) mit einem optischen Sensor gemessen und daraus die Sichtweite hochgerechnet.
Entlang des Bereichs der Straße, die auf Nebel überwacht werden soll, werden in einigen hunderten Meter Sichtweitenmessgeräte am Straßenrand aufgestellt. Unterschreitet eines der Sichtweitenmessgeräte eine vordefinierte Sichtweite, erzeugt die Anlage eine entsprechende Meldung. Diese Meldung wird dem Fahrzeugführer mit Hilfe von Wechselverkehrszeichen über der Fahrbahn übermittelt, um so die Verkehrsteilnehmer durch entsprechende Warnhinweise auf die Gefahr aufmerksam zu machen. Dabei ist ganz wichtig, dass der Verkehr schon im Vorfeld, d. h. ohne dass schon eine Sichtbehinderung besteht, gewarnt wird und die Geschwindigkeit vermindert wird.